# NGC 3099
NGC 3099 é uma galáxia elíptica na direção da constelação de Leo Minor. O objeto foi descoberto pelo astrônomo William Herschel em 1785, usando um telescópio refletor com abertura de 18,7 polegadas. Devido a sua moderada magnitude aparente (+13,5), é visível apenas com telescópios amadores ou com equipamentos superiores. 